# Henri Sainte-Claire Deville
Henri Étienne Sainte-Claire Deville je bil francoski kemik, * 11. marec 1818, † 1. julij 1881.

## Življenjepis
Rojen je bil na otoku St Thomas, v Ameriških Deviških otokih, kjer je bil njegov oče francoski konzul. Študiral je na kolegiju Rollin v Parizu, kjer je leta 1844 diplomiral kot doktor medicine in doktor znanosti. Po diplomi je dobil nalogo, da ustanovi novo fakulteto znanosti v Besançonu. V letih 1845-1851 je bil njen dekan in profesor kemije. Leto kasneje se je vrnil v Pariz in nasledil Antoinea Jérômea Balarda na École Normale. Leta 1853 je postal asistent profesorja J.B.A. Dumasa na Sorbonni in leta 1859 nasledil njegovo profesuro. Umrl je v Boulogne-sur-Seine.

## Znanstveno delo
Leta 1841 je začel preučevati terpentin in balzam tolu, v katerem je odkril toluen. Njegov najpomembnejši prispevek je bilo delo na področju anorganske kemije in termokemije. Leta 1849 je odkril anhidrid dušikove kisline (dušikov pentoksid), ki je bil prvi od tako imenovanih anhidridov enobaznih (enoprotonskih) kislin. Leta 1855 mu je uspelo pridobiti kovinski aluminij, čeprav ni vedel, da je to že deset let pred tem uspelo Friedrichu Wöhlerju. Kasneje je razvil proces, s katerim se je aluminij lahko proizvajal masovno z redukcijo boksita z natrijem. Deville je razvil tudi postopek za proizvodnjo natrija.
Leta 1857 je skupaj z Wöhlerjem odkril silicijev nitrid (Si3N4). Z Julesom Henrijem Debrayem (1827–1888) je delal na področju platinskih kovin. Cilj njunih raziskav je bil na eni strani pridobivanje čistih kovin, na drugi strani pa odkrivanje primerne zlitine za standardni meter za Mednarodno komisijo za metrologijo v Parizu. Z Louisom Josephom Troostom (1825-1911) sta razvila  metode za določanje gostote pare pri temperaturah do 1400 ˚C. Z Wöhlerjem je raziskoval alotropske oblike silicija in bora. Eden od predmetov raziskav in preskusov  je bila tudi priprava umetnih mineralov, predvsem apatita in izomorfnih mineralov, in kristalnih oksidov. Njegov najbolj znan prispevek k splošni kemiji je vsekakor njegovo delo na področju obojestanskih reakcij, katere je razumel kot del splošne teorije o disociaciji. V okviru svojih raziskav je oblikoval aparat, ki se po njem imenuje Devillova toplo hladna cev.

## Sklica
1. 1 2  data.bnf.fr: platforma za odprte podatke — 2011.
2. ↑  Roglo — 1997.
3. ↑  Base biographique — BIU Santé.
4. ↑  SNAC — 2010.
5. ↑  H. Deville, F. Wöhler (1857). Erstmalige Erwahnung von Si3N4.  Liebigs Ann. Chem. 104: 256.
6. ↑   The SaintClaire Deville Hot-Cold Tube and Some of its Applications. Pridobljeno 7. maja 2015.